# Coolidge (Arizona)
Coolidge – miasto w Stanach Zjednoczonych, w stanie Arizona, w hrabstwie Pinal.